# Dopasia buettikoferi
Espèce
Synonymes
- Ophisaurus buttikoferi Lidth De Jeude, 1905
- Ophisaurus buettikoferi Lidth De Jeude, 1905

Dopasia buettikoferi est une espèce de sauriens de la famille des Anguidae.

## Répartition
Cette espèce est endémique de Bornéo. Elle se rencontre au Kalimantan en Indonésie et au Sabah et au Sarawak en Malaisie.

## Étymologie
Cette espèce est nommée en l'honneur de Johann Büttikofer (1850–1927).

## Publication originale
- Lidth de Jeude, 1905 : Zoological results of the Dutch Scientific Expedition to Central-Borneo. The reptiles. Notes from the Leyden Museum, vol. 25, no 4, p. 187-202 (texte intégral).